# I magici mondi di Asimov
I magici mondi di Asimov è stata una collana editoriale di narrativa fantastica pubblicata in Italia da Fanucci Editore nel triennio 1987-1989 (con un'ultima pubblicazione isolata nel 1991), per un totale di 8 uscite.

## Storia editoriale
Nel 1983 la casa editrice statunitense The New American Library commissionò al celebre romanziere Isaac Asimov e agli importanti critici letterari Martin H. Greenberg e Charles G. Waugh la realizzazione di antologie dedicate ai rami principali della letteratura fantastica, la fantascienza e il fantasy: i tre curatori lanciarono quindi sul mercato due collane "gemelle" che operarono in parallelo fino al 1991, intitolate rispettivamente Isaac Asimov's Wonderful Worlds of Science Fiction (10 volumi) e Isaac Asimov's Magical Worlds of Fantasy (12 volumi), e ciascun volume di ciascuna serie fu tematizzato attorno a uno specifico tropo narrativo (ad esempio le astronavi o le streghe), spaziando cronologicamente dalla narrativa di epoca pulp alle produzioni contemporanee. 
Nel 1987 Fanucci Editore acquisì i diritti sulla traduzione italiana delle due collane e il responsabile del progetto, Gianni Pilo, decise di combinare i materiali in un'unica linea intitolata appunto "I magici mondi di Asimov", alternando idealmente ogni antologia fantascientifica con una fantastica; I magici mondi di Asimov, però, pubblicò sempre a cadenza irregolare, ebbe un lungo iato nell'anno 1990 (al pari delle collane di romanzi Biblioteca di Fantascienza e I Libri di Fantasy dello stesso editore) e fu definitivamente chiusa con l'ottava uscita nel giugno 1991; tenendo in conto che Arnoldo Mondadori Editore aveva ottenuto i diritti di traduzione per due volumi singoli delle collane originali, ne conseguì che solo dieci tomi su ventidue del catalogo New American Library sono stati pubblicati in italiano.
A livello tipografico, i primi quattro volumi della serie presentavano una rilegatura cartonata con sovracopertina e una foliazione di 210x140 mm, ricalcando il formato molto simile della precedente collana di antologie Enciclopedia della Fantascienza; i successivi numeri mantennero la stessa foliazione ma passarono alla rilegatura in brossura, e l'ottavo non presentava sovracopertina.

## Elenco delle uscite
Si enumerano di seguito le uscite delle due collane originali pubblicate da New American Library; per tutti i volumi la curatela è di Isaac Asimov, Martin H. Greenberg e Charles G. Waugh:
Isaac Asimov's Wonderful Worlds of Science Fiction
1. Intergalactic Empires, 1983.
2. The Science Fictional Olympics, 1984.
3. Supermen, 1984.
4. Comets, 1986.
5. Tin Stars, 1986.
6. Neanderthals, 1987.
7. Space Shuttles, 1987.
8. Monsters, 1988.
9. Robots, 1989.
10. Invasions, 1990.

Isaac Asimov's Magical Worlds of Fantasy
1. Wizards, 1983.
2. Witches, 1984.
3. Cosmic Knights, 1985.
4. Spells, 1985.
5. Giants, 1985.
6. Mythical Beasties, 1986.
7. Magical Wishes, 1986.
8. Devils, 1987.
9. Atlantis, 1988.
10. Ghosts, 1988.
11. Curses, 1989.
12. Faeries, 1991.

La tabella sottostante elenca gli otto volumi tradotti da Fanucci, di cui tre provengono dai Wonderful Worlds of Science Fiction e cinque dai Magical Worlds of Fantasy:
| Numero | Titolo            | Ed. originale                  | Note | Anno           | ISBN       |
| ------ | ----------------- | ------------------------------ | --- | -------------- | ---------- |
| 1      | Giganti           | Worlds of Fantasy n. 5         | Comprende dieci racconti e i due romanzi brevi Insetti Giganti e Rimpicciolimento.                                                     | Settembre 1987 | 8834700317 |
| 2      | Regni stellari    | Worlds of Science Fiction n.1  | Comprende otto racconti e il romanzo breve Il calice della morte.                                                                      | Novembre 1987  | 8834700376 |
| 3      | Cavalieri cosmici | Worlds of Fantasy n. 3         | Comprende otto racconti e i tre romanzi brevi Diplomatico in assetto di guerra, C'era una volta un cavaliere e Dividere per governare. | Marzo 1988     | 8834700562 |
| 4      | Navi spaziali     | Worlds of Science Fiction n. 7 | Comprende undici racconti e i tre romanzi brevi La campana della libertà, Incidente e Il libro di Baraboo.                             | Settembre 1988 | 8834700643 |
| 5      | Maghi             | Worlds of Fantasy n. 1         | Comprende otto racconti e i due romanzi brevi Ed i mostri camminano e I veggenti neri.                                                 | Marzo 1989     | 8834700775 |
| 6      | Streghe           | Worlds of Fantasy n. 2         | Comprende undici racconti e i due romanzi brevi Dimensione Magia e Cuore nero e cuore bianco.                                          | Gennaio 1989   | 8834703065 |
| 7      | Superuomini       | Worlds of Science Fiction n. 3 | Comprende dieci racconti e i due romanzi brevi Ucciso dall'estasi e Uomo all'infinito.                                                 | Aprile 1989    | 8834700813 |
| 8      | Diavoli           | Worlds of Fantasy n. 8         | Comprende diciassette racconto e il romanzo breve Stasera sono pericoloso.                                                             | Giugno 1991    | 8834700732 |

Per completezza, si indicano infine anche i due tomi tradotti individualmente da Arnoldo Mondadori Editore:
- Le Olimpiadi della Follia (The Science Fictional Olympics, Worlds of Science Fiction n. 2), trad. vari, Urania 993, 31 Marzo 1985. Traduzione pressoché dimezzata per contenuti, comprende solo nove dei diciassette racconti dell'edizione originale.
- Il regno incantato (Faeries, Worlds of Fantasy n. 12), trad. vari, Urania Fantasy 1ª serie n. 63, agosto 1993. Traduzione integrale, comprende quindici racconti e i tre romanzi brevi La casa delle rose, Terra di nessuno e Regina dell'Aria e della Notte.